# Episodi di Pennyworth (seconda stagione)
 La seconda stagione della serie televisiva Pennyworth, composta da 10 episodi, è stata trasmessa negli Stati Uniti su Epix dal 13 dicembre 2020 all’11 aprile 2021.
In Italia, la seconda stagione arriva su Starz Play dal 28 febbraio al 2 maggio 2021, con il rilascio settimanale degli episodi.
| n° | Titolo originale      | Titolo italiano        | Prima TV USA     | Pubblicazione Italia |
| -- | --------------------- | ---------------------- | ---------------- | -------------------- |
| 1  | The Heavy Crown       | La corona pesante      | 13 dicembre 2020 | 28 febbraio 2021     |
| 2  | The Burning Bridge    | Il ponte in fiamme     | 20 dicembre 2020 | 7 marzo 2021         |
| 3  | The Belt and Welt     | La cinghia e il livido | 27 dicembre 2020 | 14 marzo 2021        |
| 4  | The Hunted Fox        | La volpe predata       | 27 dicembre 2020 | 21 marzo 2021        |
| 5  | The Bleeding Heart    | Il cuore sanguinante   | 7 marzo 2021     | 28 marzo 2021        |
| 6  | The Rose And Thorn    | La rosa e la spina     | 14 marzo 2021    | 4 aprile 2021        |
| 7  | The Bloody Mary       | Mary la sanguinaria    | 21 marzo 2021    | 11 aprile 2021       |
| 8  | The Hangman’s Noose   | Il nodo dell'impiccato | 28 marzo 2021    | 18 aprile 2021       |
| 9  | Paradise Lost         | Il paradiso perduto    | 4 aprile 2021    | 25 aprile 2021       |
| 10 | The Lion And The Lamb | Il leone e l'agnello   | 11 aprile 2021   | 2 maggio 2021        |